# Argumentum ad crumenam
L'argumentum ad crumenam ou raison du plus riche ou, littéralement, l'argument qui se sert de la bourse, est un raisonnement fallacieux qui prétend qu'une conclusion est vraie uniquement parce que son sujet est riche.
Il n'y a bien sûr pas que l'argent qui soit le sujet de cette richesse, mais aussi la popularité voire les conquêtes amoureuses.

## Exemples
- Si vous êtes si intelligent, pourquoi n'êtes-vous pas riche ?
- Je pense que Crésus Duflouze est un bon modèle, il a réussi à devenir l'un des hommes les plus riches au monde, il doit donc faire les choses bien.
- Ce film a l'air d'un gros navet, mais s'il a fait des millions d'entrées, il doit forcément être bon alors !
- Bob Pook a réussi à coucher avec des dizaines de femmes, donc il est un homme respectable et plein de ressources.

## Milieu de l'audiovisuel
Cet argument est particulièrement utilisé dans les milieux de l'art, des films, des jeux vidéo ou de la musique. Il prend la forme : « Vous pouvez toujours essayer de critiquer X pour son travail, toujours est-il qu'il gagne plusieurs millions d'euros, contrairement à vous. Vos arguments ne compteront donc pas ».
Un tel argument se rapproche du proverbe « la critique est aisée, l'art difficile ». Il sous-entend que tout blâme d'une personne ayant réussi venant d'une personne ayant moins de succès est empreint de jalousie et que les personnes les plus riches sont les plus talentueuses.

## Argument opposé
L'argument opposé est l'argumentum ad lazarum par lequel on considère que les plus pauvres souffrent et sont en prise avec un réel tragique à l'opposé de riches vivant dans le luxe et donc déconnectés du sens des réalités.